# Hapjeong (métro de Séoul)
Hapjeong (en coréen : 합정역) est une station de correspondance de la ligne 2 et la ligne 6 du métro de Séoul. Elle est située Yanghwa-ro à Seogyo-dong, dans l'arrondissement de Mapo-gu à Séoul en Corée du Sud.
Ouverte en 1984 et devenue station de correspondance en 2000, la station est desservie par les rames omnibus qui circulent sur la ligne 2 et sur la ligne 6.

## Situation sur le réseau

Plan du réseau (2023)

Établie en souterrain, la station de correspondance Hapjeong est située : sur la ligne principale circulaire de la ligne 2 du métro de Séoul, entre la station Université de Hongik, en direction de Hôtel de Ville, rotation dans le sens des aiguilles d'une montre sur la section circulaire, et la station Dangsan, en direction de Hôtel de Ville, rotation dans le sens inverse des aiguilles d'une montre sur la section circulaire ; elle est également située sur la ligne 6 du métro de Séoul, entre la station Mangwon, en direction du terminus nord-ouest Eungam, et la station Sangsu, en direction du terminus nord-est Sinnae.

## Histoire
La station Hapjeong est mise en service le 22 mai 1984 lors de l'ouverture à l'exploitation de la station de la ligne 2. Elle devient une station de correspondance le 15 décembre 2000, lors de l'ouverture à l'exploitation de la station de la ligne 6.

## Services aux voyageurs

### Accès et accueil
Établie à Yanghwa-ro à Seogyo-dong, la station dispose de dix accès, numérotés de 1 à 10. Des escaliers, escaliers mécaniques et ascenseurs permettent les circulations piétonnes entre les différents niveaux. Elle est notamment équipée d'automates pour l'achat de titres de transport. Les quais de la station sont équipés de portes palières.

### Desserte

#### Station ligne 2
Hapjeong est desservie par les rames omnibus qui circulent sur la ligne 2.

Installations
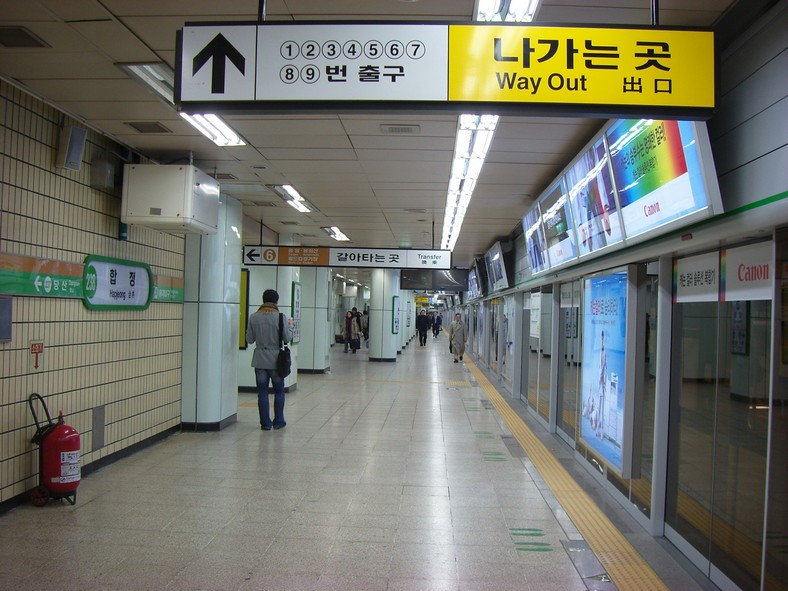
En 2007.
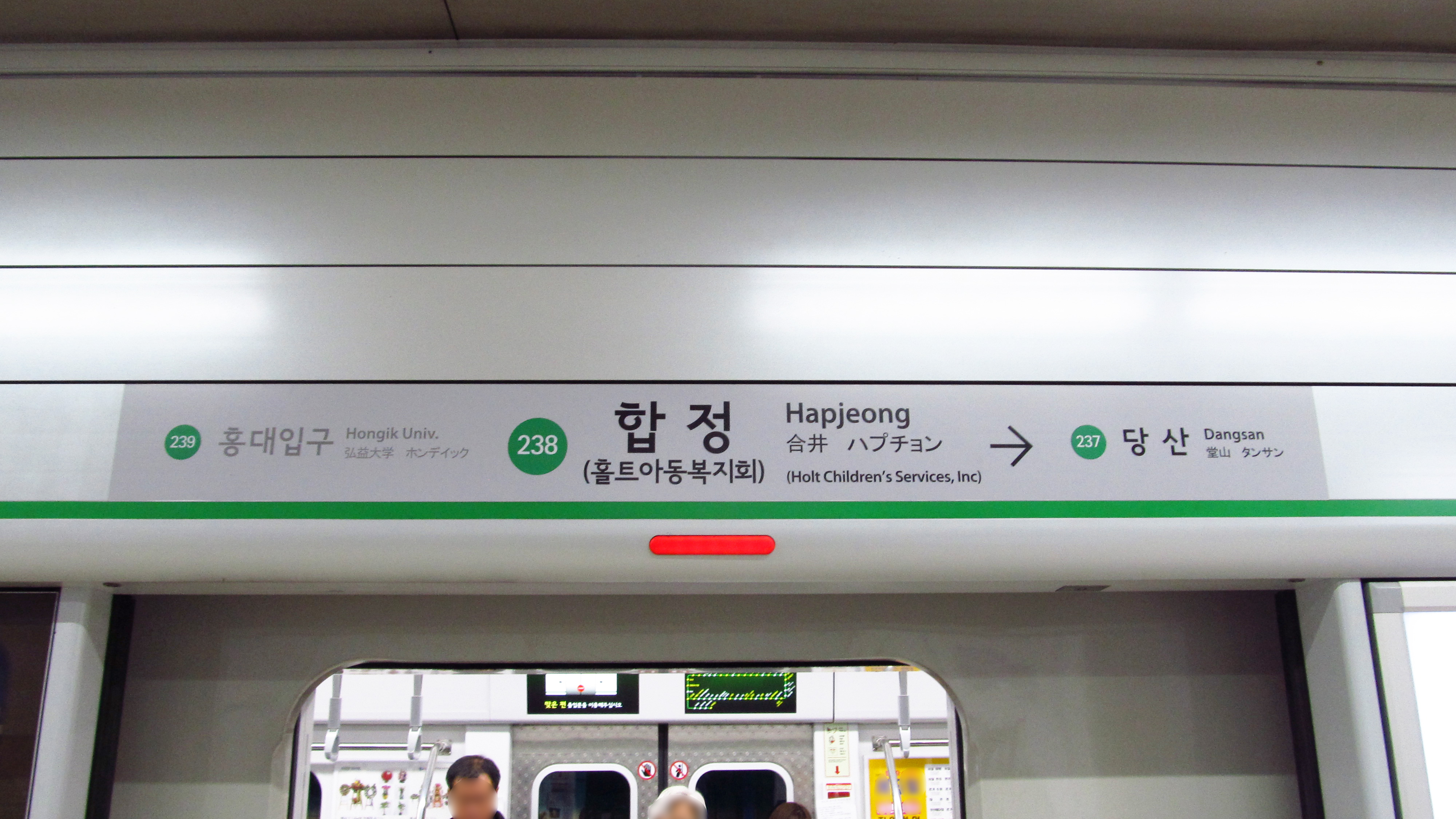
En 2018.
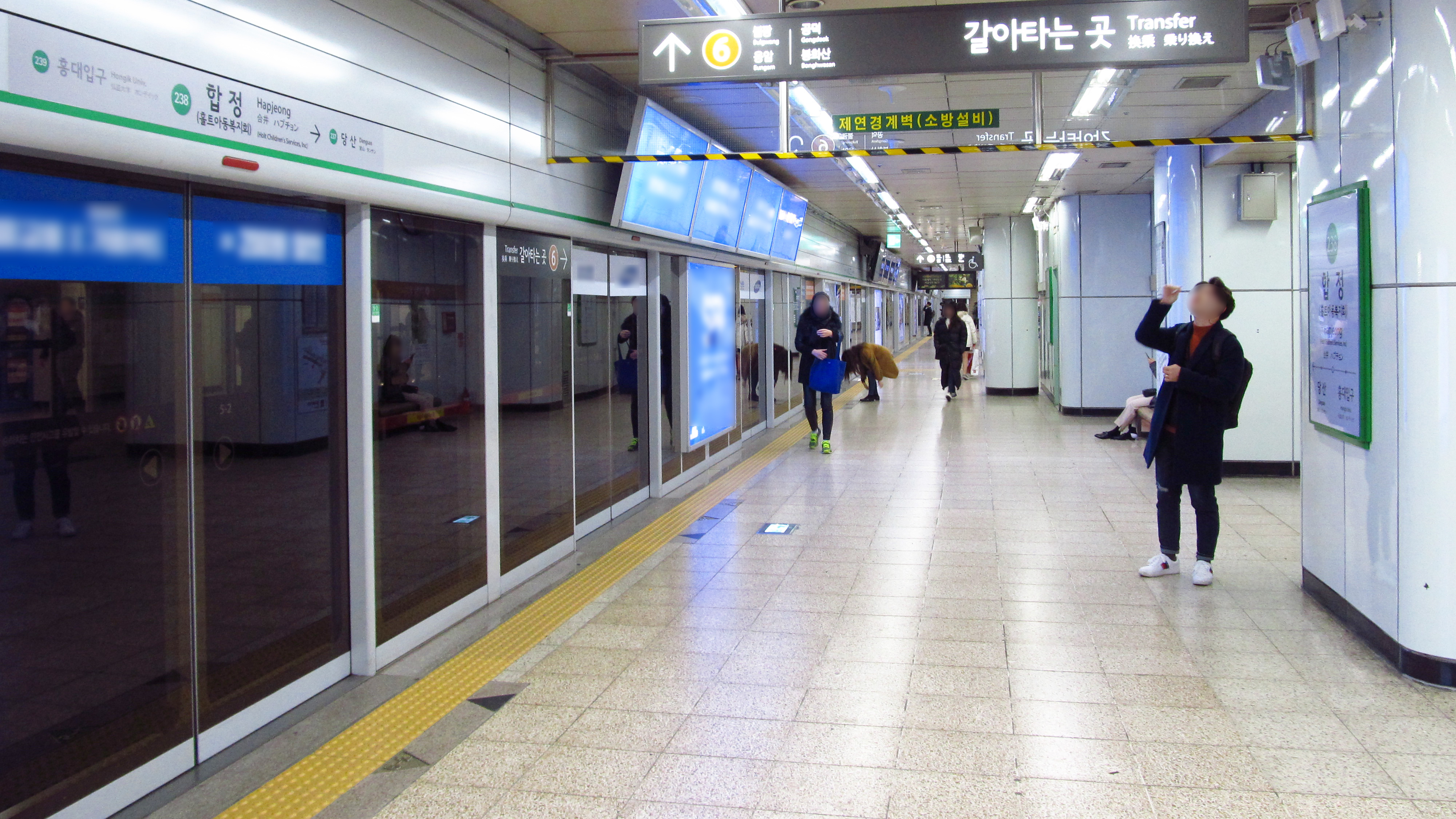
En 2018.

#### Station ligne 6
Hapjeong est desservie par les rames omnibus qui circulent sur la ligne 6.

Installations
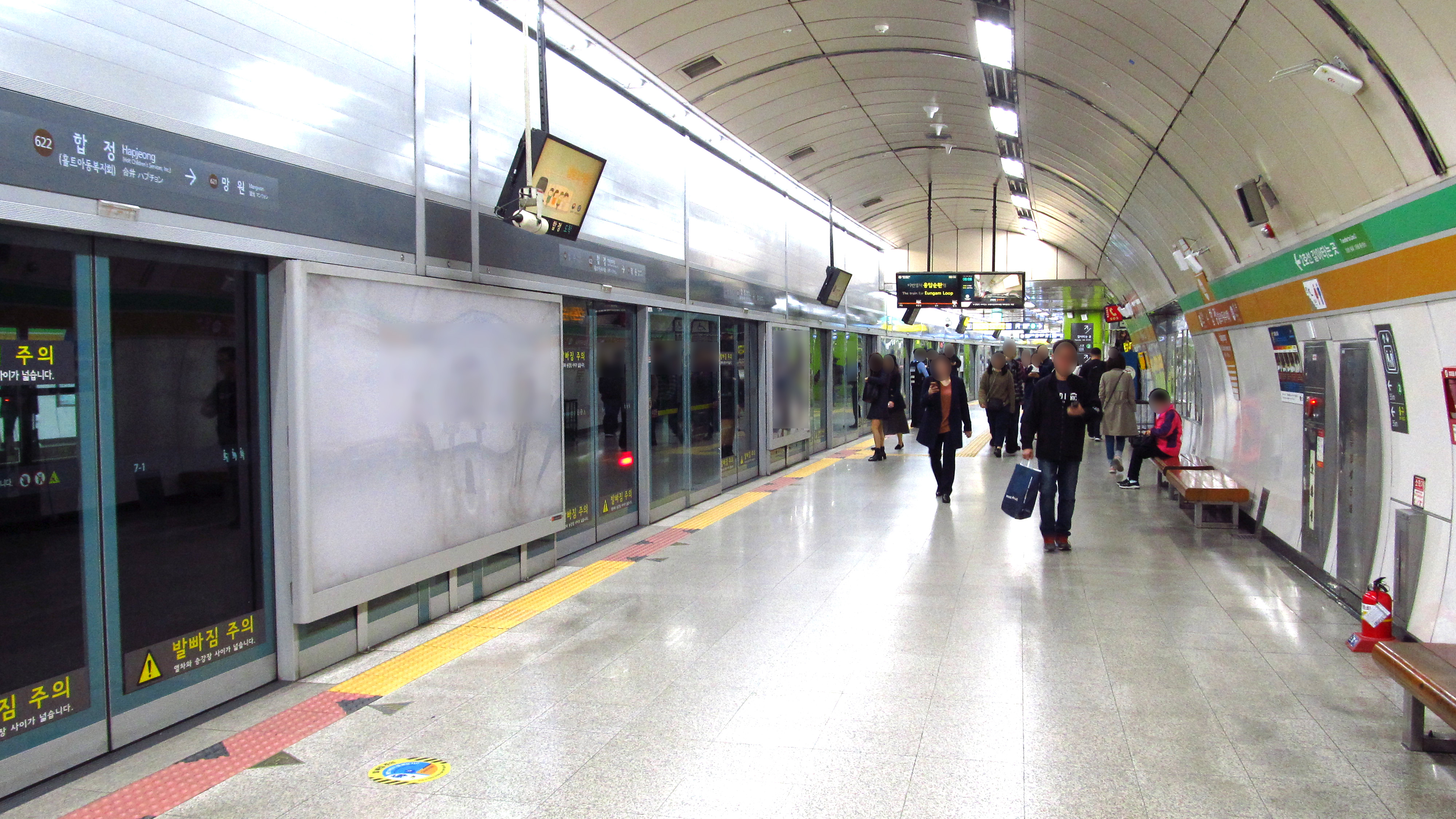
En 2019.
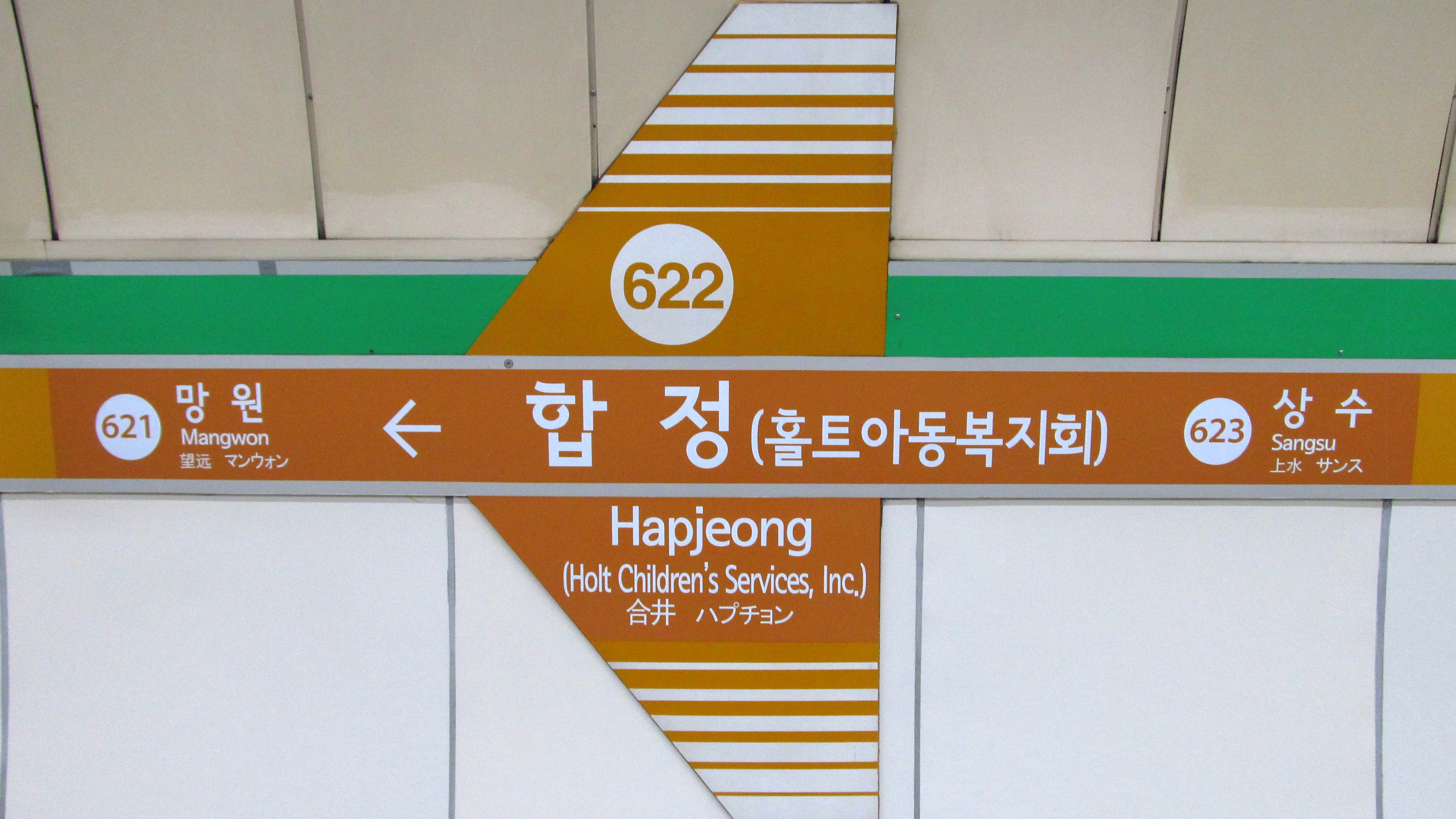
En 2019.
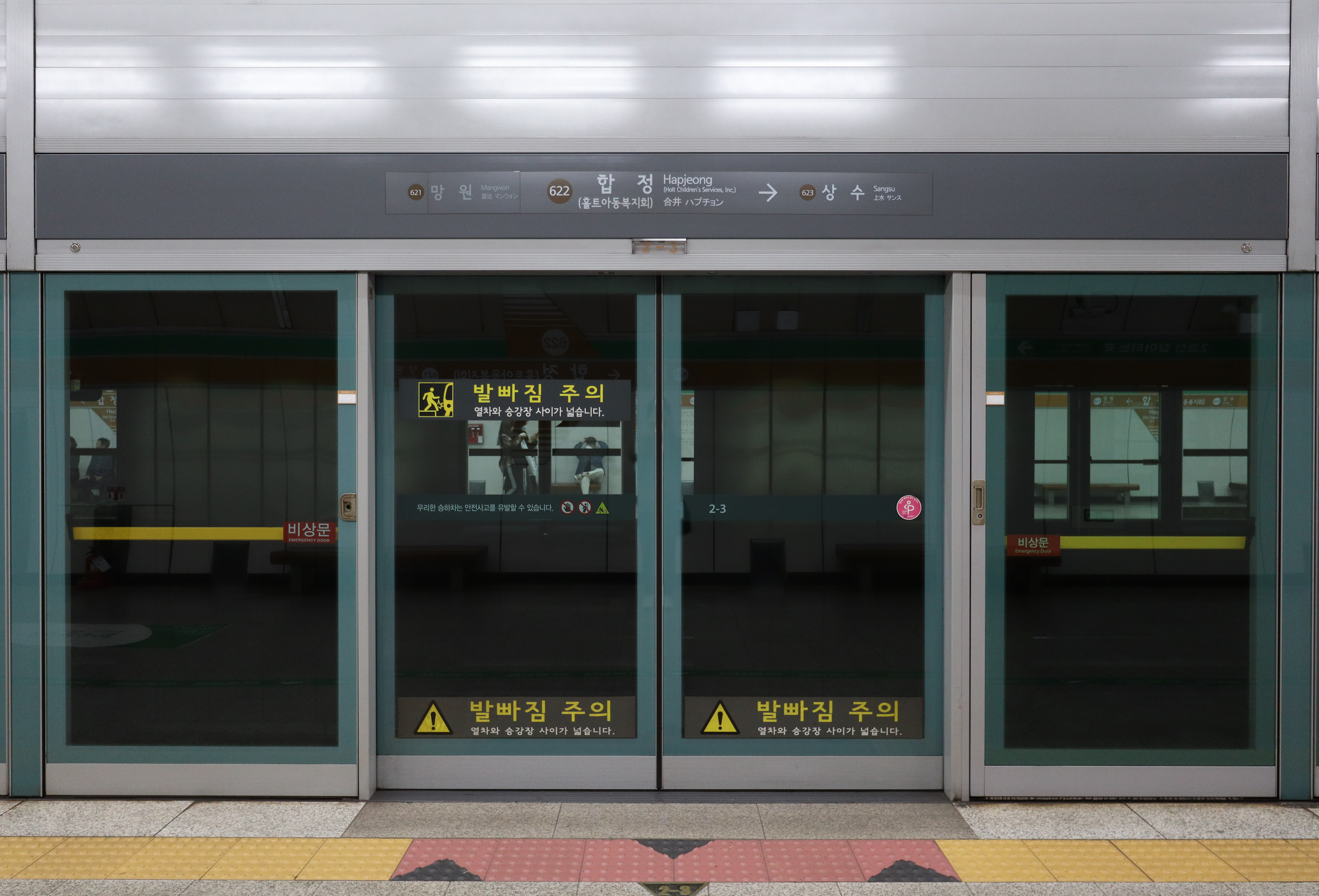
En 2023.

### Intermodalité
Des arrêts de bus urbains sont situés à proximité de certains accès.